# 彩葉草
彩葉草（学名：Coleus scutellarioides），又名五彩苏、錦紫蘇、小鞘蕊花、洋紫蘇、錦雞兒等，为唇形科的一個物種：舊屬马刺花属，現在隸屬於鞘蕊花屬。
彩叶草的叶子色彩非常丰富多彩，是受欢迎的室内和花园植物。它的原产地是东南亚和马来西亚。彩叶草很容易通过扦插繁殖，它们喜欢半荫环境，虽然可以容忍阳光直射。它们不容忍霜冻。
其根含豐富的環磷酸腺苷，可入藥，或用於生產減肥食品。

## 圖片

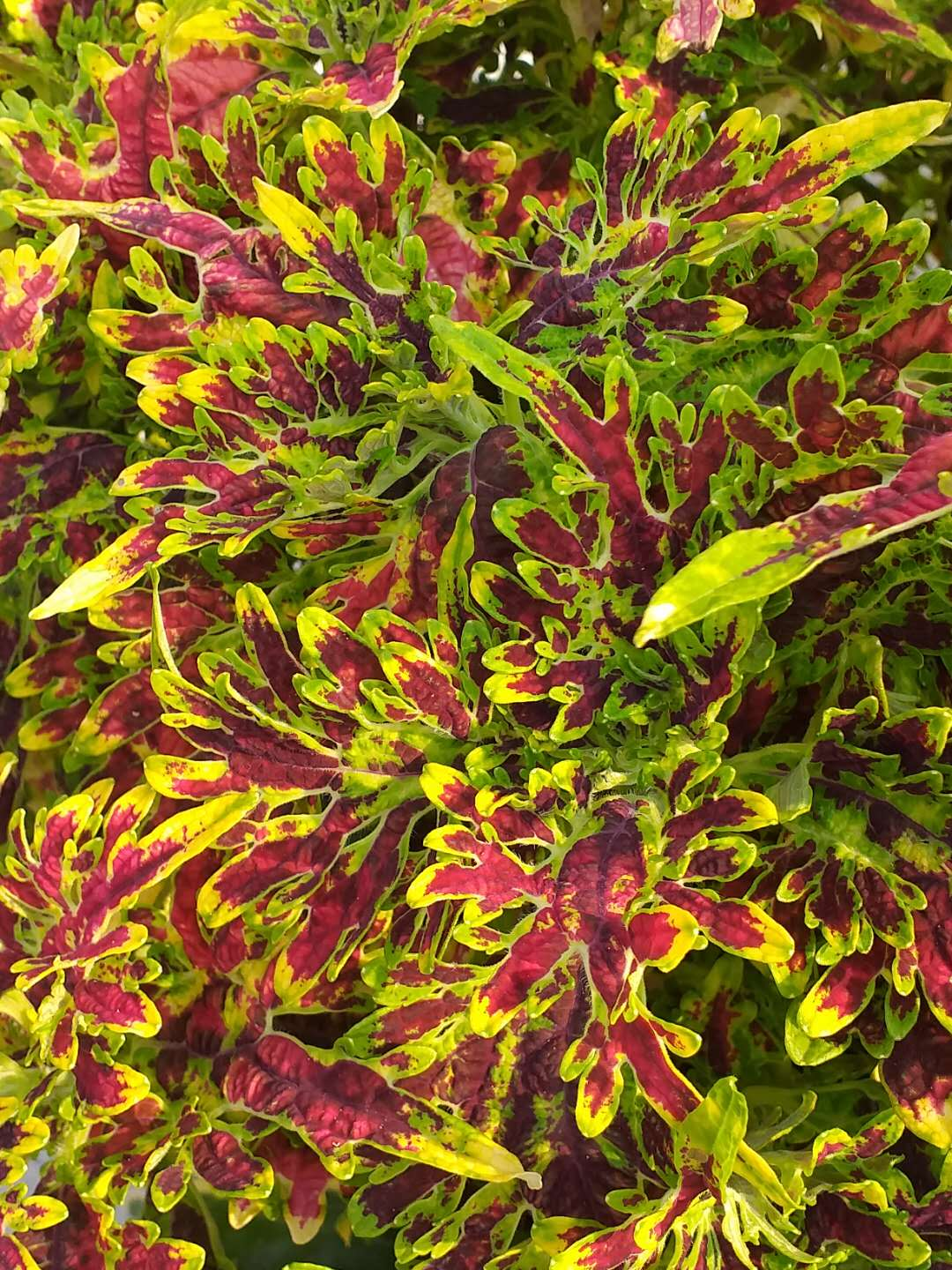
園藝品種
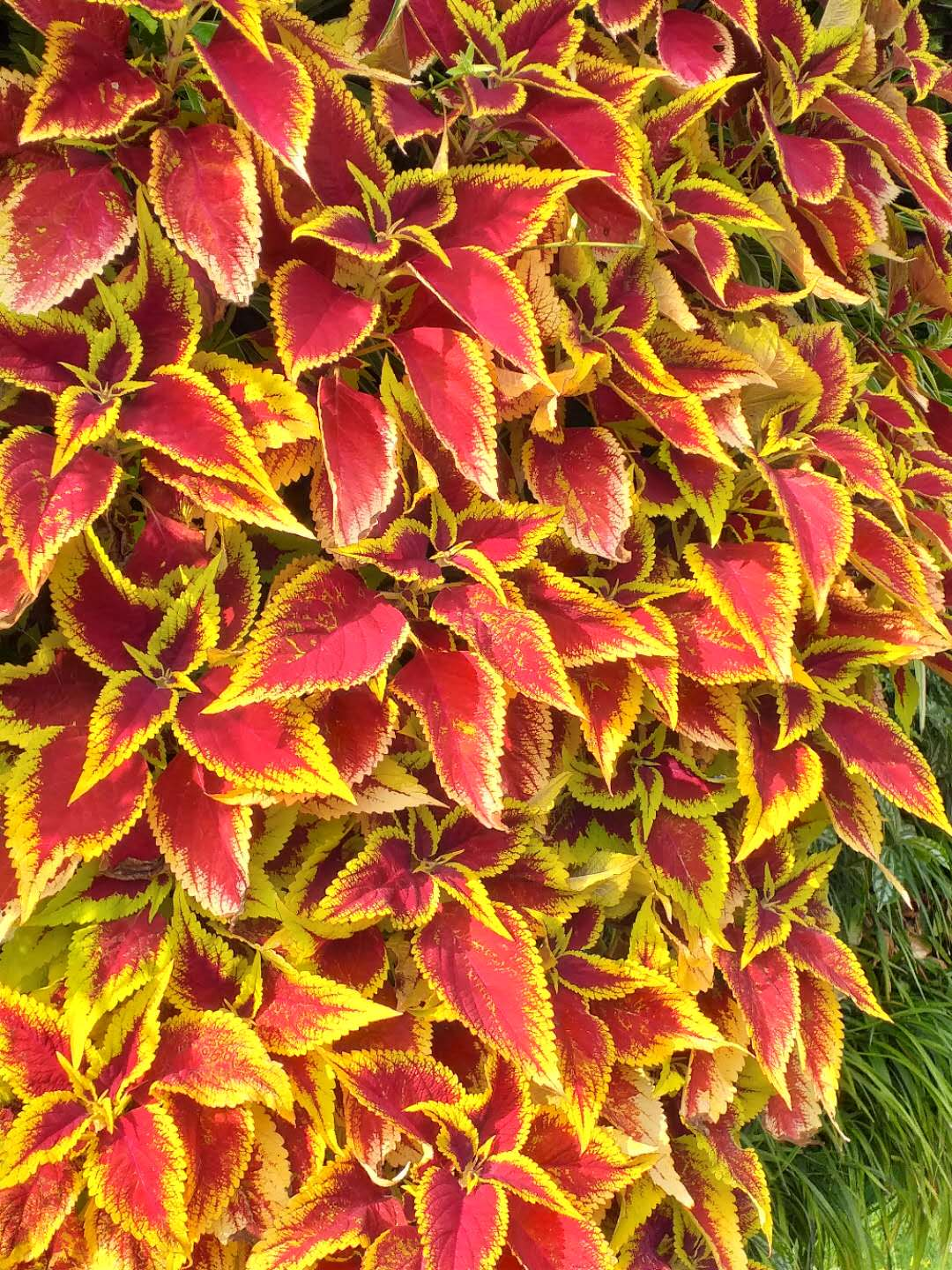
園藝品種
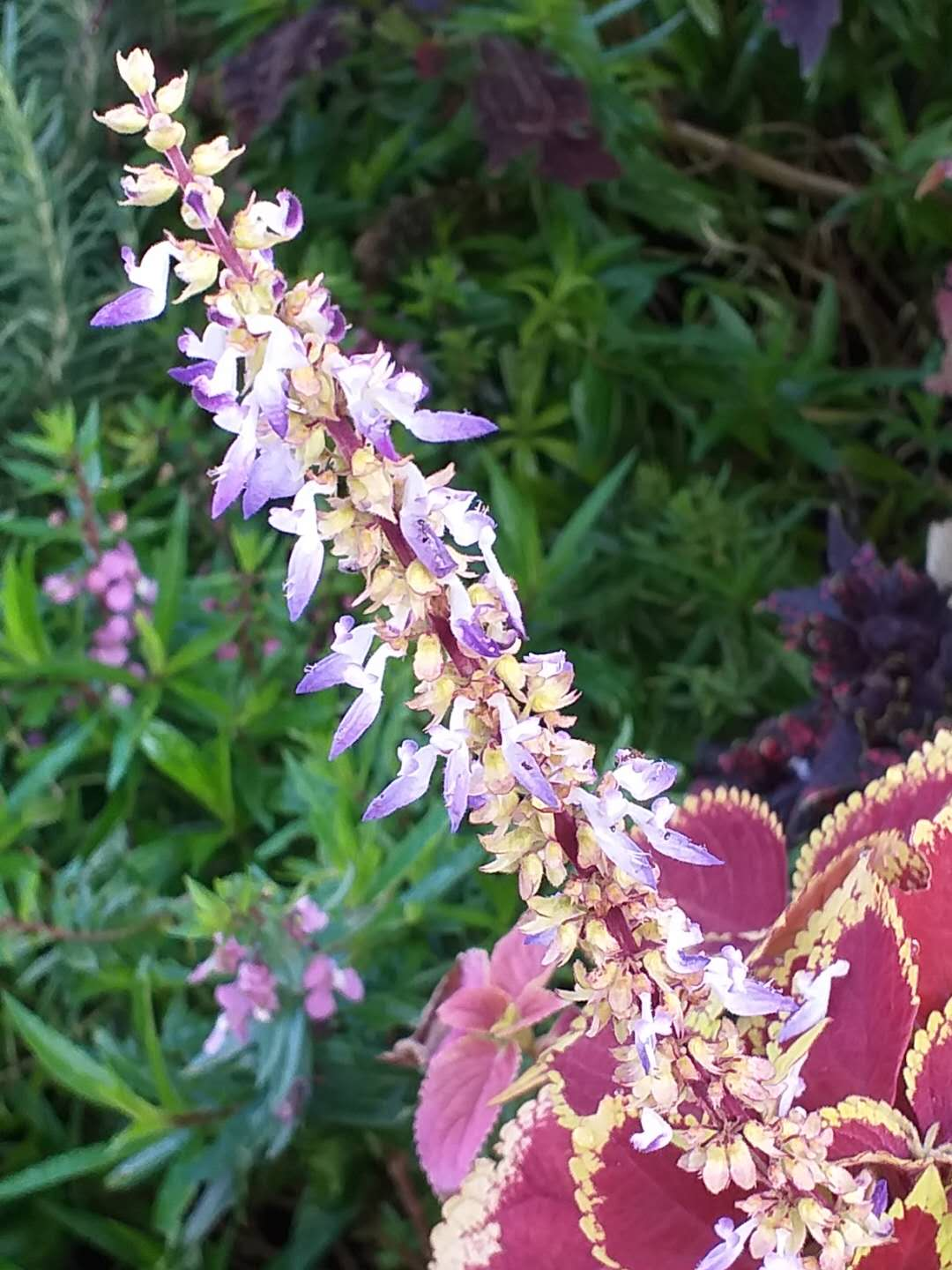
花序
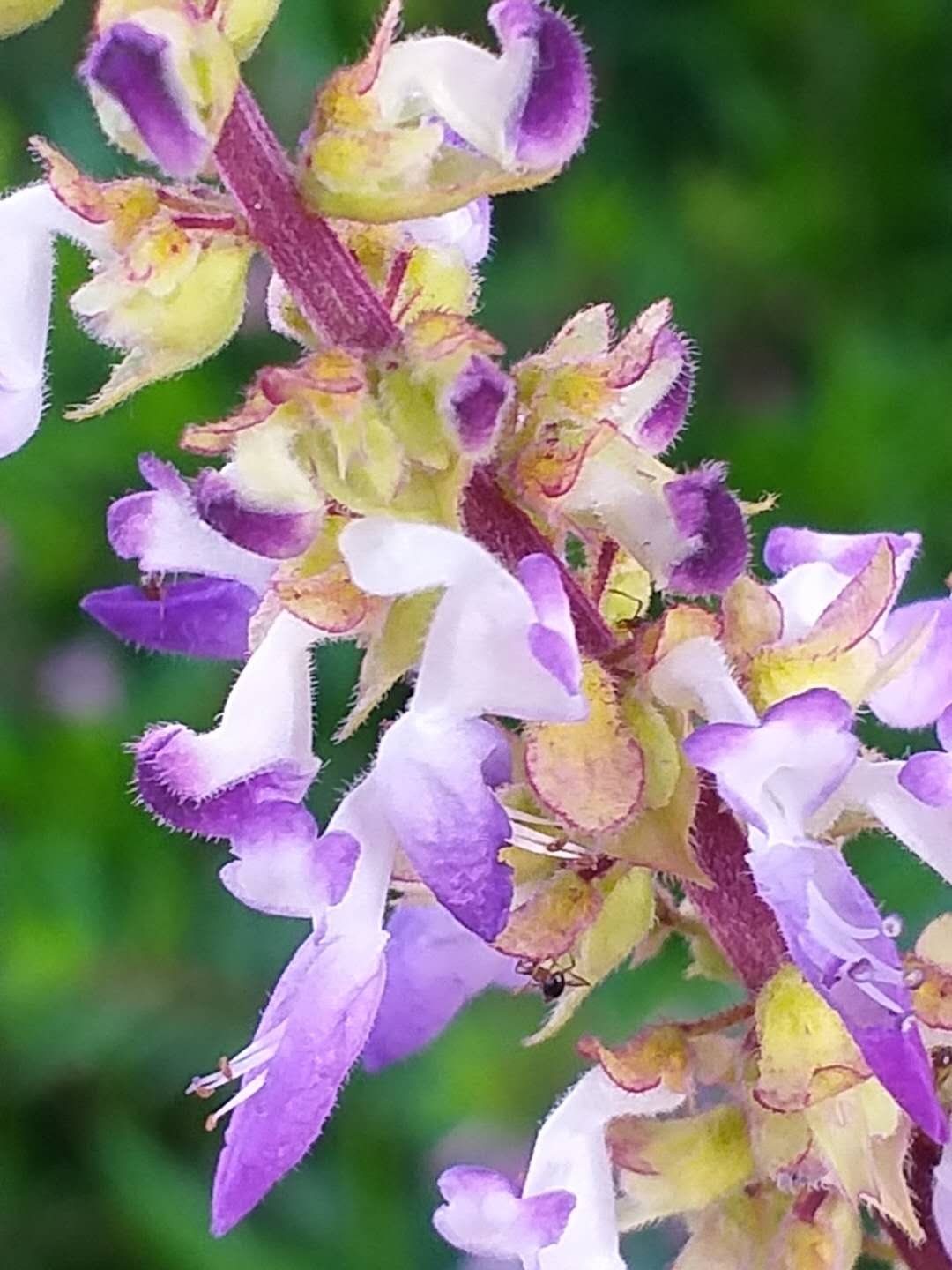
花序局部
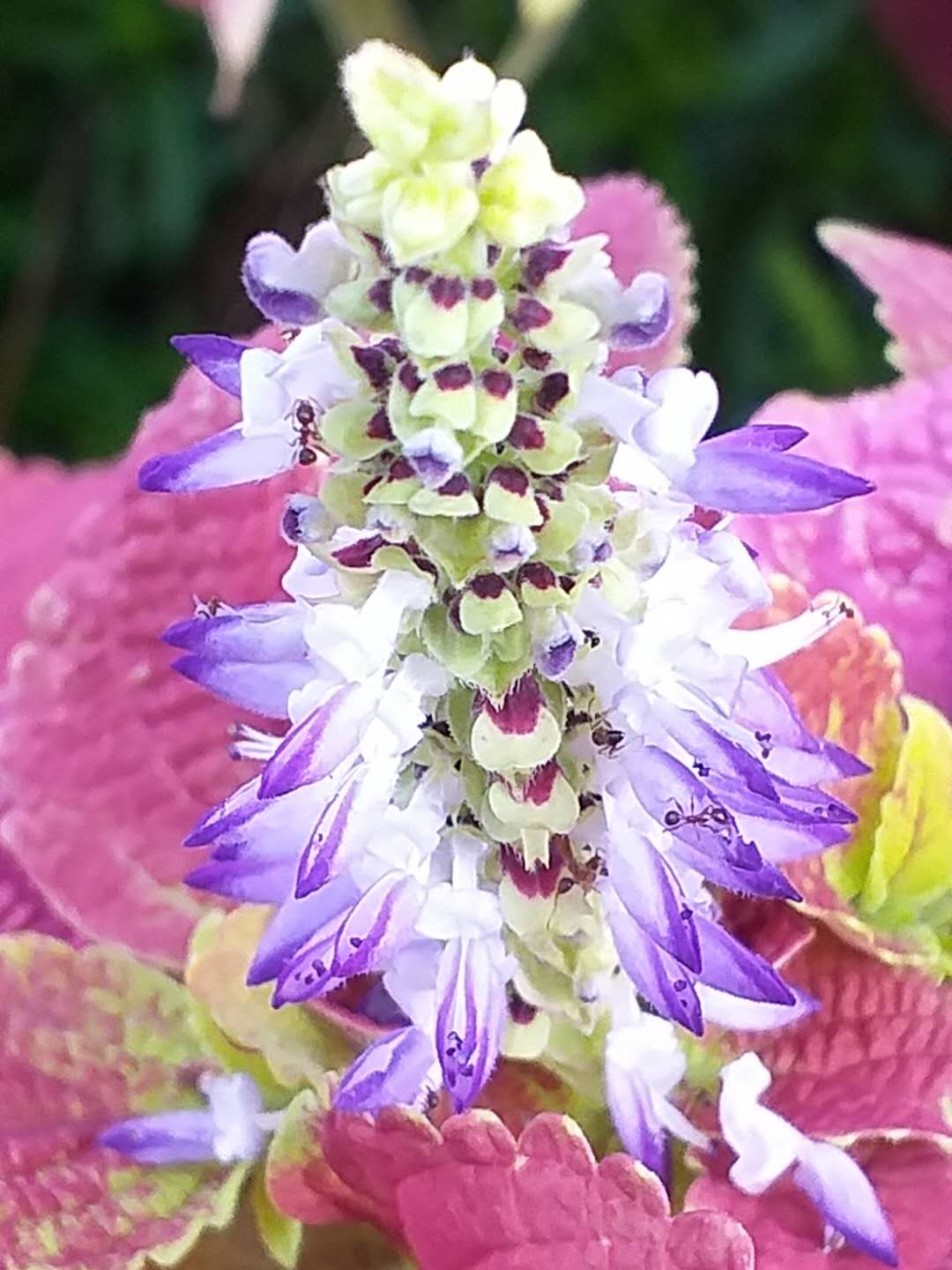
花序

## 外部連結
- 維基物種上的相關：彩葉草